# Bandera de Santa Rosa
La bandera de la ciudad de Santa Rosa y del Cantón Santa Rosa fue creada en 1944 por el periodista santarroseño Luis Campuzano Carrión; fue adoptada oficialmente el 15 de octubre de 1963 por el Concejo Cantonal de Santa Rosa, durante la alcaldía de Julio Betancourt Camón. Se compone de un rectángulo de proporción 3:2 y consta de dos franjas horizontales de igual tamaño y un triángulo equilátero cuya base parte de la izquierda de la bandera.
- El triángulo es de color rojo.
- La franja superior es amarilla y representa la riqueza cantonal.
- La franja inferior es verde, simboliza el verdor de sus campos y la esperanza de sus habitantes de un buen vivir.[2]